# 第39独立红旗摩托化步兵旅
第39独立红旗摩托化步兵旅（俄语：39-я отдельная мотострелковая Краснознамённая бригада，部队代号35390）是俄罗斯陆军的摩托化步兵旅，它最初于1932年作为苏联红军的布拉戈维申斯克卫戍部队组建，成为第2次组建第342步兵师的基础，参加了苏联对满洲的入侵。在冷战期间，它被改编为第56摩托化步兵师，后来又被重新命名为第33独立摩托化步兵师。2009年，作为2008年俄罗斯军事改革的一部分，它被缩编并重组为第39独立摩托化步兵旅。